# Merismomorpha yousufi
Merismomorpha yousufi är en stekelart som beskrevs av S. Ahmad och Agarwal 1994. Merismomorpha yousufi ingår i släktet Merismomorpha och familjen puppglanssteklar. Inga underarter finns listade i Catalogue of Life.